# اینورنس هایلندز ساوت (فلوریدا)
اینورنس هایلندز ساوت (به انگلیسی: Inverness Highlands South) یک منطقهٔ مسکونی در ایالات متحده آمریکا است که در شهرستان سیتروس، فلوریدا واقع شده‌است. اینورنس هایلندز ساوت ۱۴٫۶۰ کیلومتر مربع مساحت و ۶٬۵۴۲ نفر جمعیت دارد.